# Lawgivers II
Lawgivers II es un juego de simulación política que ofrece una multitud de formas de experimentar el proceso de toma de decisiones del cuerpo legislativo de una nación determinada. Se lanzó el 23 de agosto de 2023 para Steam y se considera una secuela más larga del primer juego. 
Lawgivers II tiene una gama más amplia de características y contenidos que su predecesor, Lawgivers. Estas características incluyen un mapa mundial interactivo que muestra las naciones del mundo y hasta dos niveles de subdivisiones administrativas. Los jugadores tienen filtros convenientes para mostrar la población, las relaciones, el crecimiento del PIB, los resultados electorales por distrito y más.